# Campeonato Europeo de Halterofilia de 1909
En 1909 se celebraron dos ediciones del Campeonato Europeo de Halterofilia.

## Torneo 1
El XII Campeonato Europeo de Halterofilia se celebró en Malmö (Suecia) entre el 2 y el 3 de mayo de 1909 bajo la organización de la Federación Europea de Halterofilia (EWF) y la Federación Sueca de Halterofilia.

### Medallistas
| Evento | Oro                        | Plata                     | Bronce                           |
| ------ | -------------------------- | ------------------------- | -------------------------------- |
| 80 kg  | Karl Swoboda Austria 425,0 | —                         | —                                |
| +80 kg | Josef Grafl Austria 528,5  | Emil Danzer Austria 497,0 | Fritz Eicheltrach Alemania 495,0 |

1. ↑  Total (en kg) de la suma de diferentes levantamientos.

## Torneo 2
El XIII Campeonato Europeo de Halterofilia se celebró en Dresde (Alemania) entre el 1 y el 2 de agosto de 1909 bajo la organización de la Federación Europea de Halterofilia (EWF) y la Federación Alemana de Halterofilia.

### Medallistas
| Evento  | Oro                           | Plata                          | Bronce                       |
| ------- | ----------------------------- | ------------------------------ | ---------------------------- |
| 62,5 kg | Moritz Becker Alemania 257,5  | Max Seyfert Alemania 247,0     | Adolf Welz Austria 242,0     |
| 70 kg   | Rudolf Groß Alemania 270,5    | Max Kempe Alemania 256,0       | Kurt Dininger Alemania 254,0 |
| 80 kg   | Hans Abraham Alemania 305,0   | Eugen Kirchner Alemania 269,0  | Karl Janger Alemania 257,5   |
| +80 kg  | Wilhelm Rößner Alemania 302,0 | Peter Hemnitzer Alemania 291,0 | Johann Lehmer Alemania 288,0 |

1. 1 2 3  Fuerza (kg) + arrancada (kg) + dos tiempos (kg) = TOTAL (kg)

## Medallero
| Núm. | País     | Oro | Plata | Bronce | Total |
| ---- | -------- | --- | ----- | ------ | ----- |
| 1    | Alemania | 4   | 4     | 4      | 12    |
| 2    | Austria  | 2   | 1     | 1      | 4     |
|      | TOTAL    | 6   | 5     | 5      | 16    |